# 전주상업정보고등학교
전주상업정보고등학교(全州商業情報高等學校)는 대한민국 전북특별자치도 전주시 완산구 중화산동2가에 있는 공립 고등학교이다.

## 학교 연혁
- 1944년 4월 24일 : 전주여자상업실천학교 개교
- 1946년 11월 8일 : 전주여자상업초급중학교 승격
- 1956년 4월 9일 : 전주여자상업고등학교 개교
- 1978년 2월 21일 : 특별학급 설치 인가 6학급
- 1987년 10월 23일 : 48학급 인가(주간 24학급, 특별학급 24학급)
- 1992년 1월 23일 : 전주시 중화산동 신축 교사로 이전
- 2007년 9월 1일 : 전주영상미디어고등학교로 교명 변경
- 2013년 3월 1일 : 전주상업정보고등학교로 교명 변경
- 2023년 12월 22일 : 제66회 졸업식(졸업생 125명, 누적 26,861명)
- 2024년 3월 1일 : 제33대 전병철 교장 부임

## 설치 학과
- 금융정보과
- 회계정보과

## 참고 자료
- 전주상업정보고등학교 - 한국교육학술정보원 학교알리미